# Hiter-Rödingträsket
Hiter-Rödingträsket är en sjö i Sorsele kommun i Lappland och ingår i Umeälvens huvudavrinningsområde. Sjön har en area på 0,211 kvadratkilometer och ligger 616,5 meter över havet. Hiter-Rödingträsket ligger i Vindelfjällen Natura 2000-område.

## Delavrinningsområde
Hiter-Rödingträsket ingår i det delavrinningsområde (729512-154657) som SMHI kallar för Mynnar i Fiskobäcken. Medelhöjden är 611 meter över havet och ytan är 8 kvadratkilometer. Det finns inga avrinningsområden uppströms utan avrinningsområdet är högsta punkten. Vattendraget som avvattnar avrinningsområdet har biflödesordning 4, vilket innebär att vattnet flödar genom totalt 4 vattendrag innan det når havet efter 369 kilometer. Avrinningsområdet består mestadels av skog (94 procent). Avrinningsområdet har 0,44 kvadratkilometer vattenytor vilket ger det en sjöprocent på 5,5 procent.